# Nestor kaka
Nestor kaka, kaka (Nestor meridionalis) – gatunek dużej papugi z rodziny nestorów (Nestoridae) zamieszkującej Nową Zelandię. Narażony na wyginięcie.

## Systematyka
Gatunek ten po raz pierwszy zgodnie z zasadami nazewnictwa binominalnego opisał w 1788 roku Johann Friedrich Gmelin w 13. edycji linneuszowskiego Systema Naturae. Autor nadał mu nazwę Psittacus meridionalis, a jako miejsce typowe wskazał Nową Zelandię, co później uściślono na cieśninę Dusky Sound na Wyspie Południowej. Obecnie gatunek umieszczany jest w rodzaju Nestor należącym do monotypowej rodziny nestorów. Wyróżnia się dwa podgatunki N. meridionalis.

## Morfologia
Długość ciała około 45 cm, masa ciała średnio 550 g. Upierzenie oliwkowobrązowe, „łuskowane”. Obroża, kuper, brzuch i spód skrzydeł czerwone, ciemię jasne, pomarańczowe policzki. Ogon krótki. Samice są podobne do samców, ale mają trochę krótszy dziób z mniej zagiętą górną szczęką.

## Zasięg występowania
Nestor kaka jest endemitem Nowej Zelandii. Poszczególne podgatunki zamieszkują:
- N. m. septentrionalis Lorenz von Liburnau, 1896 – Wyspa Północna i sąsiednie wyspy
- N. m. meridionalis (J.F. Gmelin, 1788) – Wyspa Południowa i sąsiednie wyspy, w tym Wyspa Stewart

## Ekologia i zachowanie
Środowisko

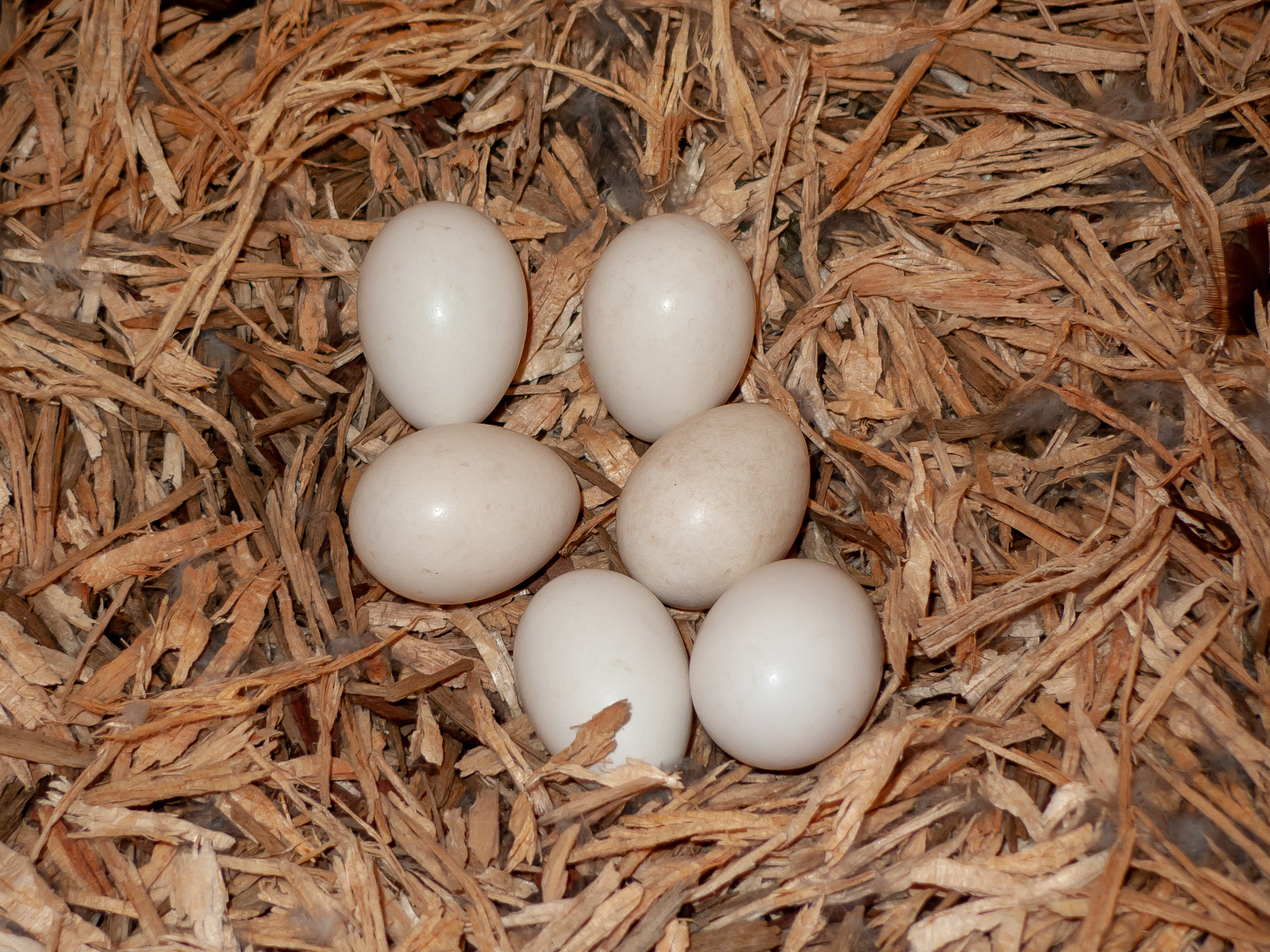
Jaja w skrzynce lęgowej

Pierwotne lasy położone od nizin do wysokości 1000 m n.p.m.
Zachowanie
Prowadzi osiadły, częściowo koczowniczy tryb życia. Lata szybko i nisko, czasami wysoko w powietrzu: widoczne wtedy dobrze potężny dziób i głowa.
Pożywienie
W skład jego diety wchodzą owoce (w tym jagody), nasiona, kwiaty, pąki, nektar oraz bezkręgowce. Poszukując owadów, potrafi rozbić dziobem kawałki zgniłego drewna.
Rozród
Sezon lęgowy trwa od września do marca. Gniazduje w dużych dziuplach. W zniesieniu 1–8 jaj (zwykle 3–5). Ich inkubacją zajmuje się wyłącznie samica przez około 3 tygodnie. Pisklęta przebywają w dziupli przez około 70 dni, po jej opuszczeniu jeszcze przez 4–5 miesięcy są zależne od pożywienia dostarczanego przez rodziców.

## Status i ochrona
Międzynarodowa Unia Ochrony Przyrody (IUCN) po raz pierwszy sklasyfikowała nestora kakę w 1988, uznając go za gatunek bliski zagrożenia (NT – Near Threatened); w 1994 podniesiono status do gatunku narażonego (VU – Vulnerable), a od 2000 gatunek uznawany był za zagrożony (EN – Endangered); w 2022 przywrócono mu status gatunku narażonego (VU). Liczebność populacji, według szacunków, zawiera się w przedziale 2500–9999 dorosłych osobników. Trend liczebności populacji uznaje się za spadkowy. Gatunek ten jest ujęty w II załączniku konwencji waszyngtońskiej (CITES).